# Single Drunk Female
Single Drunk Female è una serie televisiva statunitense di genere commedia creata da Simone Finch, trasmessa dal 20 gennaio 2022 su Freeform.
In Italia è stata resa disponibile a partire dal 6 aprile 2022 su Disney+, come Star Original. Attualmente la serie non è disponibile da nessuna parte.

## Trama
Una gogna pubblica in un'azienda di comunicazione di New York costringe la ventenne alcolista Samantha Fink a cogliere l'unica occasione che ha per tornare sobria ed evitare di andare in carcere: tornare a vivere a casa con la sua madre autoritaria, Carol.
Tornata a Greater Boston, Samantha ricomincia la sua vita, lavorando in un negozio di alimentari locale mentre è circondata da tutti i fattori scatenanti che l'hanno portata a bere. Affrontando i resti della sua vecchia vita, inclusi incontri casuali con la sua migliore amica perfetta, che ora esce con il suo ex, Samantha cerca di superare il suo lato peggiore e scoprire il suo lato migliore.

## Personaggi e interpreti

### Personaggi principali
- Samantha Fink, interpretata da Sofia Black-D'Elia, doppiata da Eva Padoan.
- Olivia, interpretata da Rebecca Henderson, doppiata da Roberta Pellini.
- Brit,[2] interpretata da Sasha Compère, doppiato da Lucrezia Marricchi.
- Felicia, interpretata da Lily Mae Harrington, doppiata da Erica Necci.
- James, interpretato da Garrick Bernard, doppiato da Paolo Vivio.
- Carol, interpretata da Ally Sheedy, doppiata da Cristina Boraschi.

### Personaggi ricorrenti
- Nathaniel, interpretato da Jon Glaser, doppiato da Oreste Baldini.
- Gail Williams, interpretata da Madison Shepard, doppiata da Paola Majano.
- Melinda "Mindy" Moy, interpretata da Jojo Brown.
- Bob, interpretato da Ian Gomez, doppiato da Pasquale Anselmo.
- Joel, interpretato da Charlie Hall, doppiato da Federico Viola.
- Stephanie, interpretata da Madeline Wise.
- Ronnie, interpretato da Tom Simmons.

## Episodi
| Stagione         | Episodi | Pubblicazione USA | Pubblicazione Italia |
| ---------------- | ------- | ----------------- | -------------------- |
| Prima stagione   | 10      | 2022              | 2022                 |
| Seconda stagione | 10      | 2023              | 2023                 |

## Produzione

### Sviluppo
Il 25 settembre 2019, Freeform ha ordinato l'episodio pilota di Single Drunk Female.
Il 26 febbraio 2021, Freeform ha ha ordinato una prima stagione composta da dieci episodi.
La serie è stata creata da Simone Finch, che è anche produttore esecutivo insieme a Leslye Headland, Jenni Konner e Phil Traill . Headland ha anche diretto il pilot mentre Finch lo ha scritto. 20th Television è coinvolta nella produzione della serie.
Il 26 aprile 2022, la serie viene rinnovata per una seconda stagione.
Nel giugno 2023, la serie viene ufficialmente cancellata dopo due stagioni.

## Distribuzione
Single Drunk Female è andata in onda negli Stati Uniti d'America a partire dal 20 gennaio 2022 sul canale Freeform. In Italia è stata resa disponibile per intero su Disney+, come Star Original, il 6 aprile successivo.
Il primo luglio 2023, a seguito della cancellazione, la serie è stata eliminata dal catalogo di Hulu e Disney+.

## Accoglienza
Il sito web aggregatore di recensioni Rotten Tomatoes ha riportato un punteggio di approvazione del 100% con una valutazione media di 7,5/10, sulla base di 18 recensioni critiche. Il consenso della critica del sito web recita: "La cronaca lucida delle sfide della sobrietà di Single Drunk Female è una gioia, grazie in parte a qualche satira pungente e alla vivace svolta da star di Sofia Black-D'Elia".  Metacritic, che utilizza una media ponderata, ha assegnato un punteggio di 76 su 100 basato su 10 critici, indicando "recensioni generalmente favorevoli".